# Стефан Левен
Челль Стефан Левен (швед. Kjell Stefan Löfven; нар. 21 липня 1957, Стокгольм) — шведський політик і активіст, що належить до Соціал-демократичної робітничої партії, з 27 січня 2012 до 4 листопада 2021 року був її лідером. 43-й прем'єр-міністр Швеції з 3 жовтня 2014 до 30 листопада 2021. Президент Партії європейських соціалістів з 14 жовтня 2022 року.

## Біографія

### Молоді роки і освіта
Шелл Стефан Левен народився 21 липня 1957 в стокгольмському районі Аспудден і за десять місяців потрапив до дитячого будинку, коли його мати Маргарет (пом. 2000) не змогла прогодувати двох дітей. Його батьком був Карл Альвар Хедберг. Пізніше Стефана взяли до родини з Суннерсти в Соллефтео, і його біологічна мати мала можливість взяти опіку над ним, коли була готова до цього, але цього не сталося. Після зустрічі з братом-близнюком Стефан дізнався, що його прізвище пишеться Löfven, хоча він полюбляє варіант Löfvén, як це записано в шведському реєстрі населення. Його названий батько Туре Меландер (1926—2003) був лісорубом і працював на заводі, названа мати Ірис Меландер допомагала в будинку інвалідам та людям похилого віку. У названій сім'ї було двоє своїх дітей: Моніка і Роланд.
Стефан провчився 9 років в середній школі в Соллефтео, після чого закінчив дворічний курс гімназії за фахом економіка. Потім він пройшов 48-ми тижневі курси зварників при Державному управлінні ринку праці в Крамфорс. Пізніше Стефан вступив до Інституту соціальних наук в Умео, але був відрахований після півтора років навчання. Прийомні батьки розповідали Стефану, що його мати живе в Стокгольмі, вони листувалися з нею і братом, а мати регулярно надсилала синові подарунки. Коли Стефану було 22 роки, він розшукав свою біологічну матір і брата. Натхненний прикладом Улофа Пальме, він заснував Об'єднання молодих соціал-демократів у Суннерсте, ставши його головою. Протягом 11 місяців з 1976 до 1977 Стефан проходив військову службу в Емтландській авіаційній флотилії.

## Робота в профспілках
1979 року Левен почав працювати зварником на заводі Хегглундс в Ерншельдсвік. За два роки він був обраний представником профспілкової групи і почав захищати права робітників. У 1995 він зайняв пост омбудсмена в Союзі шведських металістів, спеціалізуючись на таких областях, як переговори за контрактами і міжнародні відносини. 2001 року він був обраний віцеголовою Спілки і в листопаді 2005 був обраний першим головою новоутвореного профспілки робітників металургійної промисловості «IF Metall», пропрацювавши на цій посаді до 2012.

## Політична кар'єра
2006 року Левен був обраний до виконавчого комітету Соціал-демократичної партії Швеції. У січні 2012, після відставки Хокана Юхольт з посади голови партії, повідомили, що Левена розглядають як його наступника. 27 січня він був одноголосно обраний головою соціал-демократів, таким чином ставши лідером опозиції, готовим вести свою партію до парламентських виборів 2014 року. Рішення правління партії було підтримано конгресом 4 квітня 2013.
Левен відразу зробив акцент на промисловій та інноваційній політиці соціал-демократів, зокрема на активному сприянні розвитку бізнесу. 1 травня 2013, під час свого першого виступу як голови партії, він озвучив ідею створення Ради з інноваційної політики. На перших для Левена виборах до Європейського парламенту 2014 соціал-демократи отримали 24,19 % голосів, що стало незначним зниженням у порівнянні з виборами 2009 року, оскільки було втрачено лише одне місце в Європарламенті. Водночас цей результат став найнижчим для соціал-демократів з часів запровадження загального виборчого права у Швеції.
14 вересня 2014 «червоно-зелена коаліція», що включає в себе власне самих соціал-демократів, а також Ліву та Партію зелених, здобула перемогу над панівною правою коаліцією «Альянс за Швецію» прем'єр-міністра Фредріка Райнфельдта, отримавши 43,8 % голосів і претендуючи на 159 місць до Риксдагу.
Проте, пізніше Левен відмовився від співпраці і з Лівою партією.

## На посаді прем'єр-міністра
2 жовтня 2014 спікер Риксдагу Урбан Алін на засіданні запропонував кандидатуру Левена на посаду прем'єр-міністра Швеції. З 349 депутатів, «за» 132, «проти»  — 49 (всі «Демократи Швеції»), утрималися— 154 («Альянс за Швецію»: Помірна коаліційна партія, Народна партія — ліберали, Партія Центру, Християнські демократи; Ліва партія), було відсутнє — 14 депутатів (у Швеції існує система негативного парламентаризму, і тому кандидатура на посаду прем'єра не обов'язково повинна набрати більшість голосів 349 депутатів, то є принаймні не більш 175 голосів «проти»).

### Правове визнання Палестини
3 жовтня 2014 року, виступаючи в Риксдагу, Левен оголосив склад уряду і сказав, що «шведський народ проголосував за зміни в уряді і новий напрямок в політиці. Кабінет міністрів, що складається з членів Соціал-демократичної партії і Партії зелених, готовий сьогодні взяти на себе цю задачу», зазначивши, що" Швеція не буде шукати членства в НАТО", а майбутній курс уряду включить в себе зменшення шкідливих викидів викопного палива, інвестиції в інфраструктуру і поліпшення громадського транспорту, збільшення обсягів будівництва житла, боротьбу з бідністю і безробіттям, розвиток демократії та рівності всіх людей, зміцнення оборони, співробітництво з країнами Скандинавського півострова, підтримку боротьби ООН з ІДІЛ і продовження допомоги уряду Афганістану, сприяння припиненню війни в Сирії і «російської анексії Криму» як злочину проти міжнародного права, а також визнання Держави Палестина відповідно до принципу двох держав для двох народів. Якщо цей план здійсниться, то Швеція стане першою країною-членом Європейського союзу, яка визнала Державу Палестину (Держава Палестина визнана 134 державами-членами ООН, де-факто резолюцією Генеральної Асамблеї ООН, в 2013 році Швеція підняла статус дипломатичної місії Палестини до рівня посольства).
Після цього президент Держави Палестина Махмуд Аббас назвав наміри Левена «відмінними і почесними», висловивши надію, що за Швецією підуть і інші країни. У відповідь на промову Левена, представник Державного департаменту США Джен Дженніфер Псакі сказала, що «ми вважаємо, що міжнародне визнання Палестини державою передчасне», зазначивши, що США «підтримують палестинську державність», але впевнені, що «цей процес повинен бути вироблений шляхом згоди всіх сторін про умови, за якими дві держави будуть співіснувати в майбутньому». У той же час в міністерстві закордонних справ Ізраїлю повідомили про виклик посла Швеції Карла Магнуса Нессер для роз'яснень, а сам міністр закордонних справ Ізраїлю Авігдор Ліберман заявив, що «якщо вже близькосхідна тема хвилює нового шведського прем'єра до такої міри, що він вважав за потрібне приділити їй місце в своїй промові перед присягою, то на Близькому Сході вистачає більш насущних проблем, включаючи щоденну масову загибель в Сирії, Іраку та інших гарячих точках регіону».
30 жовтня, на пресконференції в палаці Росенбад після засідання уряду, міністр закордонних справ Швеції Маргот Валльстрем оголосила про те, що «сьогодні уряд вирішив визнати Державу Палестина. Це важливий крок, який підтверджує право палестинців на самовизначення». Заступник прем'єр-міністра Ізабелла Льовін зазначила, що «мета визнання Палестинської держави Швецією — сприяння майбутньому, в якому Ізраїль і Палестина зможуть жити пліч-о-пліч у мирі та безпеці. Ми хочемо підтримати віру і надію на мирне майбутнє серед молодих палестинців і ізраїльтян, які інакше можуть вирішити, що з нинішньої ситуації немає виходу». Після цього, міністерство закордонних справ Ізраїлю відкликало свого посла в Швеції для консультації, а сам міністр Авігдор Ліберман заявив, що «близькосхідна політика набагато складніше складання меблів з IKEA».

### Інцидент з іноземною субмариною
Після оприлюднення міністерством оборони даних про те, в територіальних водах зафіксовано ведення іноземної підводної діяльності, 14 листопада на пресконференції в Стокгольмі, командувач збройними силами Швеції генерал Сверкер Йорансон заявив, що «військові підтверджують, що малий підводний човен порушив територіальні води Швеції. Ми виключаємо всі альтернативні пояснення», а Левен зазначив, що «наші Збройні сили не змогли визначити, яка країна за цим стоїть, але ясно одне — це серйозний інцидент, хтось проник в наші територіальні води нелегально», додавши, що «ми захистимо шведську територіальну цілісність усіма наявними засобами».
25 вересня 2018 Парламент Швеції оголосив вотум недовіри і відправив у відставку прем'єр-міністра і лідера Соціал-демократичної партії Стефана Левена.

## Дострокові вибори
3 грудня, після того як правоцентристські партії відхилили проєкт бюджету, представлений чинним урядом, і після безрезультатних спроб домовитися з чотирма основними правими партіями Риксдагу з їх бажанням перемогти чинний уряд, Стефан Левен на пресконференції оголосив про призначення проведення дострокових виборів на 22 березня 2015 року.
18 січня 2019 роки після 4 місяців урядової кризи Стефан Левен обраний на новий термін до 2022 року як прем'єр-міністр Швеції (швед. Sveriges statsminister) проголосували «за» — 115 депутатів. Проти були 153, утрималися — 77.

## Відставка і повернення на посаду
17 червня 2021 партія «Шведські демократи» оголосила вимогу провести голосування щодо довіри Левену через пропозиції уряду про введення ринкових цін на оренду житла в нових будинках. 21 червня більшість парламентаріїв (181 із 349) висловили недовіру Левену, який після цього попросив спікера парламенту країни звільнити його з посади голови уряду. Як прем'єр-міністр Швеції Стефан Левен мав можливість організувати дострокові вибори, однак він заявив, що через епідеміологічну ситуацію в країні наступні вибори пройдуть у 2022 році. Допоки триватимуть переговори між спікером парламенту і його політсилами для формування нового уряду, уряд Левена продовжуватиме виконувати обов'язки, однак вже в стасусі «виконувачів обов'язків». Якщо ж уряд не сформують, у країні проводитимуть дострокові вибори.
У липні 2021 року Левену запропонували повторно очолити уряд країни. Спікер парламенту Андреас Норлен спочатку пропонував цю посаду керівнику правих Ульфу Крістерссону, але він не зміг отримати достатньої підтримки, після чого Норлен звернувся до Левена. 7 липня Левена було переобрано парламентом на посаду прем'єр-міністра.
10 листопада 2021 року подав у відставку з посади прем'єр-міністра. За кілька днів до цього пішов з посади лідера Соціал-демократичної партії. Цю посаду обійняла Магдалена Андерссон.

## Нагороди
- Орден князя Ярослава Мудрого II ст. (Україна, 23 серпня 2021) — за вагомий особистий внесок у зміцнення українсько-шведського міждержавного співробітництва, підтримку незалежності та територіальної цілісності України[66]

## Родина
- Дружина — Улла Левен (нар. 1951).[67]. Спільних дітей не мають[68]. Стефан любить читати книги і слухати оперу[69], а також він активно займається спортом[70].